# Léonce Cambres
Léonce Cambres (1942) és un professor rossellonès, sociòleg, escriptor en francès i alcalde de Tesà del 1995 al 1999.

## Biografia
Entre 1953 i 1956 estudià al Lycée Lamoricière d'Oran. Inicià la carrera de Dret (1960) però l'hagué d'interrompre per dedicar-se a l'ensenyament en un col·legi a prop d'Orleans. Durant 17 anys va ser mestre, primer, i professor d'història. El 1987 es va llicenciar en Dret i va ser nomenat director interí d'un col·legi de Vauclusa; posteriorment, en dirigí successivament tres d'altres fins a l'any 2000.
Descendent de dos alcaldes del poble familiar, Tesà (un dels quals, Jean Cambres, regí el poble entre 1908 i 1919), ell mateix en presidí l'ajuntament del 1995 al 1999. Després de pre-jubilar-se, cursà estudis de sociologia a la universitat de Perpinyà.
Les seves primeres obres, els assaigs Le puits et le clocher i Malaise dans les colléges -publicades conjuntament-, recullen les seves experiències com a alcalde i com a director de col·legis. A Un certain regard, l'autor mostrà les seves reflexions sobre l'humanisme i sobre la seva relació amb el fet religiós, tema que tornà a tocar parcialment a la tercera obra, Saint-Jacques de Compostelle, un llibre d'entrevistes als pelegrins del camí de Sant Jaume. Després de publicar aquesta darrera obra va ser requerit com a sociòleg per donar conferències o intervenir en taules rodones sobre el tema.